# Mirko Dmitrij Petrović-Njegoš
Mirko Dmitrij Petrović-Njegoš (17. dubna 1879 – 2. března 1918) byl černohorský princ, devátý potomek (druhý syn) černohorského knížete a později krále Nikoly I. Petroviće-Njegoše a jeho manželky kněžny a královny Mileny Teodózie Vukotićové.
Byl členem černohorské královské rodiny a patřil k dynastii Petrovićů-Njegošů. Na krátkou dobu byl také hlavou dynastie, proto mu náležel titul velkovévoda Grahovský a Zetský.

## Život

### Dětství a vzdělání

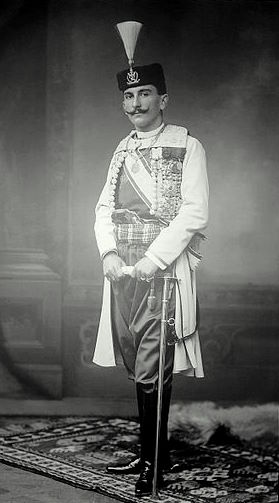
Princ Mirko Dmitrij v roce 1905 v Praze. (Foto Jan Nepomuk Langhans)

Princ Mirko Dmitrij se narodil 17. dubna 1879 v hlavním královském paláci v Cetinje. 28. dubna toho roku byl v Dajbaském klášteře pokřtěn, jeho kmotrem byl řecký král Jiří I. Jeho dětství v Cetinje bylo velice šťastné. Vyrůstal se svými sourozenci a již od mala byl velice talentovaným a okázalým až extravagantním chlapcem. Nad svými sourozenci vynikal především skvělou schopností argumentovat.
Byl vzděláván v Cetinje na místní vojenské škole, na pozvání své kmotry také krátce studoval práva v Řecku. Nakonec navštěvoval vojenskou akademii v Terstu.

### Manželství a děti
Po studiích v Terstu se princ Mirko Dmitrij dozvěděl o údajně velice půvabné mladé Natálii Mileně Konstantinovićové, člence srbské královské dynastie Obrenovićů (sestřenici krále Alexandra I. Obrenoviće), s níž okamžitě navázal kontakt formou dopisů. Během státní návštěvy Francie v roce 1900 se v Nice Mirko setkal s Natálií Konstantinovićovou a okamžitě se do této překrásné tmavooké dívky hluboce zamiloval. Prakticky ihned požádal svého otce (tehdy ještě knížete) Nikolu I. o povolení k zásnubám a o požehnání. Nikola I. proti zasnoubení mladého páru nenamítal jediného slova – naopak si dobře uvědomoval, že spojením Natálie a Mirka učiní další chytrý tah na poli sňatků svých dětí a že dalšímu ze svých potomků zajistí politickou stabilitu v budoucnosti.
Svatební obřad se konal 25. července 1902 v kostele černohorské pravoslavné církve Bajice v Cetinje. Svatby se kromě členů černohorské královské rodiny zúčastnili i někteří významní zahraniční hosté – ruský velkovévoda Petr Nikolajevič (manžel Mirkovy sestry Milicy Ady) či řecký princ Kryštof Jiří.

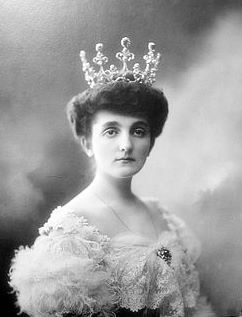
Princezna Natálie Konstantinović, manželka prince Mirka v roce 1905 v Praze. (Foto Langhans)

Z manželství prince Mirka a Natálie Konstantinovićové, jenž se po svatbě stala černohorskou princeznou, se narodilo pět dětí:
- 1. Štěpán (27. 8. 1903 Cetinje – 15. 3. 1908 Cannes)
- 2. Stanislav (30. 1. 1905 Cetinje – 4. 1. 1908 Kotor)
- 3. Michael (14. 9. 1908 Podgorica – 24. 3. 1986 Paříž), korunní princ, velkovévoda Grahovský a Zetský

⚭ 1941 Geneviève Prigent (4. 12. 1919 Saint-Brieuc – 26. 1. 1990 Lannion), rozvedli se roku 1949
- 4. Pavel (16. 5. 1910 Podgorica – červen 1933)
- 5. Emanuel (10. 6. 1912 Cetinje – 26. 3. 1928 Biarritz)

Silným zásahem do rodiny byla smrt dvou nejstarších synů v jejich raném dětství. Princové Štěpán a Stanislav zemřeli v roce 1908 na závažnou dětskou chorobu a ještě toho samého roku se Natálii a Mirkovi narodil třetí syn Michael, který se po abdikaci svého strýce korunního prince Danila Alexandra ve věku 13 let stal hlavou dynastie Petrovićů-Njegošů a korunním princem v exilu, pretendentem trůnu byl až do své smrti v roce 1986; do jeho plnoletosti byla regentkou prince Michaela jeho babička královna Milena Teodózie a po její smrti Anto Gvozdenović, generál a předseda exilové vlády.
V roce 1916 musela černohorská královská rodina odejít do exilu a rok později proběhla anexe Černé Hory Srbskem a v roce 1918 byla dynastie Petrovićů-Njegošů zbavena vlády na černohorském trůně.
V exilu ve Francii se projevila Mirkova nezralost na rodinný život a Natáliina nerozhodnost v roli manželky. Po mnoha návštěvách poradců se manželé po roce stráveném ve Francii rozvedli.

## Konec života
Po rozvodu se princ Mirko rozhodl přestěhovat z Paříže do Vídně, kde bydlel v centru města ve velkém dvoupatrovém bytě nedaleko královského paláce Hofburg. Snažil se žít mimo společenský i politický život. Po necelém roce života v Rakousku princ Mirko dne 2. března 1918 ve Vídni zemřel. Nejprve se spekulovalo o sebevraždě otravou, nakonec ale najevo vyšly Mirkovy dlouhodobé potíže se štítnou žlázou.
Přestože se manželé rozvedli, zpráva o princově smrti údajně velice zaskočila Natálii Konstantinović a především jejich děti, které po otcově odchodu žily s matkou a chůvou v Paříži.
Princ Mirko je pohřben na hřbitově Zentralfriedhof ve Vídni.

## Problémy se svatbou, nárok na srbský trůn
Plány svatby byly původně drženy v tajnosti. Podstatou plánu Nikoly I. bylo odcestovat do Ruska a informovat o svatbě cara Mikuláše II., věrného spojence Černé Hory. Nikola věděl, že se tehdejší vláda srbského krále Alexandra I. Obrenoviće pohupuje na velmi tenkém ledě a zamýšlel princi Mirkovi díky manželství s Natálií zajistit částečný nárok na trůn Srbska, přestože větší šanci uspět měl rival Obrenovićů, princ Petr Alexandr Karađorđević, jemuž Nikola provdal svou nejstarší dceru, princeznu Zorku Petrović-Njegoš (Petr se po převratu a vyvraždění Obrenovićů opravdu stal srbským králem jako Petr I.). Tato fakta se ale dostala k srbskému ministrovi zahraničních věcí, Gavru Vukotićovi. Když si od srbského velvyslance v Cetinje vyslechnul, že zná podstatu Nikolovy návštěvy Ruska, pokusil se zoufalý ministr promluvit s moudrou, rozumnou a chápavou kněžnou Milenou Teodózií Černohorskou, jež byla jeho sestřenicí. Od té se ale po dlouhé debatě dočkal pouze slov: "Co se stalo, stalo se. Sám dobře víte, jak křehká je nyní vnitřní politická situace vaší země, ministře. A ani já, ani můj manžel, ani můj syn nedokáže pomalu blížící se převrat odvrátit."
Srbský král Milan I. nebyl zprávou o Natáliině seznámení s Mirkem potěšen, stejně tak i jeho nástupce Alexandr I. (ten byl však spíše zklamán), jenž si myslel, že si Mirko mladou srbskou šlechtičnu bere pouze za účelem získat srbskou korunu. Svůj nesouhlas vyjádřil tím, že odmítal přijmout manželský pár na svém královském dvoře v Bělehradě. V dopise, který poslal přes černohorské velvyslanectví v Bělehradě do Cetinje Nikolovi I., se snažil zamaskovat blížící se krizi v zemi. Srbskou vládou bylo ale nakonec stejně ustanoveno, že pokud král Alexandr skoná bez mužských potomků, stane se korunním princem Mirko Petrović-Njegoš.
Po atentátu na krále Alexandra a královnu Dragu ztratil Mirko šanci na nástup na srbský trůn, na který byli opět dosazeni Karađorđevićové v čele s Petrem I., manželem zesnulé Mirkovy sestry Zorky.
V roce 1911 se princ Mirko s Natálií Konstantinović stali členy tajné organizace Černá ruka, která nejen usilovala o sjednocení Srbů na Balkáně, ale i předtím zabila srbského krále Alexandra I. a královnu Dragu.